# 마루네 이야기
마루네 이야기(The Tails of Maru)는 대한민국의 팀 바실리스크가 제작·공개한 비주얼 노벨이다. 팀 바실리스크의 세 번째 작품이다.

## 개요
- 팀 바실리스크의 세 번째 비주얼 노벨 프로젝트.
- 보이스는 성우지망생 팀 톼프(Team The Wind of A Free Blue Sky, T.WAFBS)가 연출했다.
- 2008년 11월 22일《풀보이스, 완전무료!》라는 표어를 걸고 바실리어트 버전 마루네 이야기가 무료 공개되었다.
  - 대한민국 최초의 완전 풀보이스 작품이며 동시에 최초의 무료공개된 완전 풀보이스 작품이다.
- 팀 바실리스크의 Zad(현 공기)에 의해 UC노벨 버전으로 이식되어 2009년 7월 27일 공개되었다.
- 제작 도중 팀 바실리스크의 팀장 잭(Jek)가 장난삼아 만든 07th Expansion-용기사07의 비주얼 노벨 '쓰르라미 울 적에'를 패러디한 '마루네 울 적에' 타이틀이 계기가 되어 잭이 시나리오를 맡은 마루네 울 적에의 제작 시도가 있었으나 잭의 입대로 인해 보류되었다.

## 이야기
대한민국 어느 조용한 마을의 청한 고등학교. 마루 연극부에서 이야기는 시작된다. 올해로 고등학교 2학년이 된 태욱은 연극배우 지망생이다. 연극 이외에 그가 할 줄 아는 것은 없으며 관심도 없고 필요도 없다. 그는 오로지 하나의 꿈. 연극을 위하여 살았다. 그는 그런 자기 자신을 무척이나 자랑스레 여겼다.
희진은 청한 고등학교에 새로 입학한 신입생이다. 자기 자신이 무얼 잘하는지, 앞으로 무얼해야 할지 깊이 있게 생각해본 적은 한번도 없다. 다만 지금 당장보이는 행복들, 예컨대 동경하는 사람을 따라가는 것을 뒤쫓았다. 때는 초봄으로, 눈은 완전히 녹고 새 생명의 기미가 간신히 보이기 시작할 무렵.
상반된 길을 걸어가던 태욱과 희진은 어느 작은 부실을 기점으로 교차하기 시작한다. 서로 다른 목적을 위해서지만 그들은 마루 연극부라는 틀 안에서 하나의 연극을 함께 준비한다. 그리고 그로 인해 그들의 동떨어진 목적은 서서히 겹쳐지게 된다.

## 등장인물
한태욱
성우 : 잿빛광대(권창욱)
장차 연기자를 꿈꾸는 소년. 그에 관한 열정만큼은 누구에게도 지지 않는다고 자부한다. 그래서 연기력만큼은 일반인보다는 뛰어나지만 특출한 것은 아니다. 기타 과목 성적은 딱 미래가 걱정될 정도만큼만 안습이지만 본인은 낙관적이다. 그 밖에는 대체로 평범하며, 딱히 좋아하는 것도 싫어하는 것도 없이 오로지 연기자라는 꿈만을 바라본다. 스스로를 The Greatest Actor of Tomorrow 라고 부르지만 실제로 다른 부원은 그를 부실의 머슴 정도로 본다.
주희진
성우 : 우라누스(문민정)
마루 연극부에 올해 새로 가입한 유일한 1학년 신입 부원. 조용하고 내성적이며 자기 표현이 서툴러 크게 눈에 띄는 타입은 아니다. 무대 공포증까지 있을 법한 그녀가 연극부에 가입을 한 것은 연기가 좋아서 그런 것은 결단코 아니며, 진짜 목적은 조용히 감추고 있다. 눈에 띄지 않는 곳에서도 성실해 자신이 해야 하는 일만큼은 노력으로라도 확실히 해 내며, 언제나 남에게 피해를 주지 않으려는 의식이 강하다.
김나영
성우 : 유로파(박기령)
마루 연극부의 하이 텐션 분위기 메이커. 작가 지망생이니만큼 부 내에서의 본직은 대본 작가지만 인력난으로 인해 연기 부분도 참가하고, 무난히 소화해 낸다.평소 11차원적 언어로 떠드는 것을 보면 아무 생각 없어보이지만, 가끔 그 누구도 해날 수 없는 일들을 거뜬히 해 내는 기염을 토한다. 누구에게나 명랑하고 적극적이라 사교관계가 좋다. 연극부 안에서는 현수의 유일한 대항마이자 태욱의 천적으로 활약한다.
박현수
성우 : 짙은혈향(김지형)
근방에서는 말 그대로 '신이 내린 완벽자' 로 통한다. 그의 지식이 닿지 않는 영역은 없으며 빈틈 없이 신중하면서도 추진력 있고 계획적. 성적표는 이미 그의 손바닥 위 아무 숫자나 적을 수 있는 백지에 불과하며 리더십이 있고 늘 자신감에 차 있다. 그럼에도 그는 결코 그의 능력을 자랑하거나 오만하지 않는다. 마루 연극부의 부장이자 만능 플레이어로서 그가 없으면 마루 연극부는 단 하루도 버티지 못하나, 정작 그는 연기를 생업으로 삼을 생각은 없다.
기타 캐릭터 성우
도둑 1 : 사신강림(박주광)
도둑 2 : 데빌씨(박성준)
상급생 A : 짙은혈향(김지형)
상급생 B : 아일(손소라)
상급생 C : 나람(구지원)
방송부원 : 사신강림(박주광)
서무부장 : 데빌씨(박성준)
서무교사 : 우라누스(문민정)

## 제작진
- 프로젝트 매니저 : 애오라지
- 기획 : 애오라지
- 시나리오 : 애오라지
- 시나리오 보조 : AD_WiSm;e
- 스크립트 : Daegon_H.K.(소려사일)
- 스크립트 보조 : 애오라지, B-32, Bohemian
- 캐릭터 디자인 : 뽀렙 (현 KFR)
- 일러스트 : 뽀렙 (현 KFR)
- 연출 그래픽 : 뽀렙 (현 KFR)
- 배경 : B-32, 애오라지
- 인터페이스 : 애오라지
- BGM : J.K.Y.
- 효과음 : 애오라지, Zad(현 공기)
- 홈페이지 : Ghost_MK
- 고문 : Zad(현 공기)
- 성우 연출 : T.WAFBS(총연출 : 시(하선혜))
- 녹음 스튜디오 : NS Entertainment
- 총 관리 : Jek
- 제작 엔진 : 바실리어트 (by 어트)
- UC노벨 이식 : Zad(현 공기)